# Cizre Belediye Spor Kulübü 2021-2022
Questa voce raccoglie le informazioni riguardanti il Cizre Belediye Spor Kulübü nelle competizioni ufficiali della stagione 2021-2022.

## Stagione
Il Cizre Belediye Spor Kulübü partecipa alla stagione 2021-22 con la denominazione sponsorizzata Allpower Akü Cizre Bld..
Disputa la sua prima annata di Efeler Ligi ottenendo un ottavo posto in regular season, si qualifica quindi ai play-off per il quinto posto, dove viene sconfitto in finale dal Galatasaray, chiudendo in sesta posizione; in Coppa di Turchia si spinge fino ai quarti di finale, eliminato sempre dal Galatasaray.

## Organigramma societario
Area direttiva
- Presidente: Ümit Satıcı

Area tecnica
- Allenatore: Nuri Şahin
- Allenatore in seconda: Cenk Yılmaz
- Assistente allenatore: Şengül Yılmaz
- Scoutman: Çağrı Tan

## Rosa
| N° | Nome             | Ruolo | Data di nascita   | Nazionalità sportiva |
| -- | ---------------- | ----- | ----------------- | -------------------- |
| 1  | Andaç Kapan      | O     | 4 aprile 1990     | Turchia              |
| 2  | Lukáš Diviš      | S     | 20 febbraio 1986  | Russia               |
| 4  | Ümit Demir       | L     | 1º ottobre 1996   | Turchia              |
| 5  | Osmany Uriarte   | S     | 4 giugno 1995     | Cuba                 |
| 6  | Eren Koparıcı    | C     | 6 febbraio 1987   | Turchia              |
| 7  | Ahmet Arslan     | S     | 7 dicembre 1990   | Turchia              |
| 8  | Georgi Seganov   | P     | 10 giugno 1993    | Bulgaria             |
| 9  | Özkan Hayırlı    | C     | 27 maggio 1984    | Turchia              |
| 10 | Selim Demir      | P     | 2 aprile 1996     | Turchia              |
| 11 | Emin Gök         | C     | 15 febbraio 1988  | Turchia              |
| 13 | Svetoslav Ivanov | S     | 10 luglio 2000    | Bulgaria             |
| 14 | Can Ayvazoğlu    | L     | 14 settembre 1979 | Turchia              |
| 15 | Fatih Uslu       | O     | 29 maggio 1998    | Turchia              |
| 18 | Ali Candan       | S     | 1º gennaio 1990   | Turchia              |
| 19 | Serhat Coşkun    | O     | 18 luglio 1987    | Turchia              |
| 20 | Caner Çiçekoğlu  | P     | 11 maggio 1985    | Turchia              |

## Statistiche

### Statistiche di squadra
| Competizione     | Punti | In casa | In casa | In casa | In trasferta | In trasferta | In trasferta | Totale | Totale | Totale |
| Competizione     | Punti | G       | V       | P       | G            | V            | P            | G      | V      | P      |
| ---------------- | ----- | ------- | ------- | ------- | ------------ | ------------ | ------------ | ------ | ------ | ------ |
| Efeler Ligi      | 28    | 15      | 7       | 8       | 15           | 5            | 10           | 30     | 12     | 18     |
| Coppa di Turchia | 6     | 0       | 0       | 0       | 1            | 0            | 1            | 4      | 2      | 2      |
| Totale           | -     | 15      | 7       | 8       | 16           | 5            | 11           | 34     | 14     | 20     |

G = partite giocate; V = partite vinte; P = partite perse

### Statistiche dei giocatori
| Giocatore    | Campionato | Campionato | Campionato | Campionato | Campionato | Coppa di Turchia | Coppa di Turchia | Coppa di Turchia | Coppa di Turchia | Coppa di Turchia | Totale | Totale | Totale | Totale | Totale |
| Giocatore    | P          | PT         | AV         | MV         | BV         | P                | PT               | AV               | MV               | BV               | P      | PT     | AV     | MV     | BV     |
| ------------ | ---------- | ---------- | ---------- | ---------- | ---------- | ---------------- | ---------------- | ---------------- | ---------------- | ---------------- | ------ | ------ | ------ | ------ | ------ |
| A. Arslan    | 2          | 0          | 0          | 0          | 0          | 2                | 1                | 1                | 0                | 0                | 4      | 1      | 1      | 0      | 0      |
| C. Ayvazoğlu | 22         | 21         | 17         | 3          | 1          | 4                | 8                | 7                | 1                | 0                | 26     | 29     | 24     | 4      | 1      |
| A. Candan    | 4          | 11         | 11         | 0          | 0          | -                | -                | -                | -                | -                | 4      | 11     | 11     | 0      | 0      |
| C. Çiçekoğlu | 11         | 16         | 10         | 2          | 4          | -                | -                | -                | -                | -                | 11     | 16     | 10     | 2      | 4      |
| S. Coşkun    | 26         | 348        | 323        | 14         | 12         | 4                | 62               | 54               | 6                | 2                | 30     | 410    | 377    | 20     | 14     |
| S. Demir     | 10         | 1          | 0          | 0          | 1          | 4                | 1                | 0                | 0                | 1                | 14     | 2      | 0      | 0      | 2      |
| Ü. Demir     | 27         | 0          | 0          | 0          | 0          | 4                | 0                | 0                | 0                | 0                | 31     | 0      | 0      | 0      | 0      |
| L. Diviš     | 8          | 92         | 84         | 4          | 4          | 3                | 60               | 54               | 4                | 2                | 11     | 152    | 138    | 8      | 6      |
| E. Gök       | 29         | 198        | 138        | 50         | 10         | 4                | 31               | 21               | 9                | 1                | 33     | 229    | 159    | 59     | 11     |
| Ö. Hayırlı   | 28         | 171        | 102        | 63         | 6          | 4                | 43               | 28               | 15               | 0                | 32     | 214    | 130    | 78     | 6      |
| S. Ivanov    | 20         | 184        | 149        | 18         | 17         | 1                | 11               | 10               | 1                | 0                | 21     | 195    | 159    | 19     | 17     |
| A. Kapan     | 19         | 67         | 57         | 8          | 2          | 3                | 7                | 7                | 0                | 0                | 22     | 74     | 64     | 8      | 2      |
| E. Koparıcı  | 23         | 32         | 21         | 7          | 4          | 3                | 0                | 0                | 0                | 0                | 26     | 32     | 21     | 7      | 4      |
| G. Seganov   | 29         | 79         | 32         | 33         | 14         | 4                | 21               | 11               | 5                | 5                | 33     | 100    | 43     | 38     | 19     |
| O. Uriarte   | 28         | 405        | 346        | 38         | 21         | 2                | 15               | 14               | 1                | 0                | 30     | 420    | 360    | 39     | 21     |
| F. Uslu      | 13         | 41         | 34         | 4          | 3          | 2                | 5                | 3                | 0                | 2                | 15     | 46     | 37     | 4      | 5      |

P = presenze; PT = punti totali; AV = attacchi vincenti; MV = muri vincenti; BV = battute vincenti